# Geometra dioptasaria
Geometra dioptasaria là một loài bướm đêm trong họ Geometridae.